# Stephen Lobo
Stephen Lobo (Toronto, Ontario; 22 de noviembre de 1973) es un actor canadiense, más conocido por sus papeles en la serie de televisión de Godiva, Painkiller Jane, Falcon Beach y La mezquita de la pradera. En 2011 apareció en la película Afghan Luke derigida por Mike Clattenburg. También aparece en Continuum, un espectáculo en curso que comenzó por Showcase el 27 de mayo de 2012.